# Ceraclea slossonae
Ceraclea slossonae là một loài Trichoptera trong họ Leptoceridae. Chúng phân bố ở miền Tân bắc.